# Empatía artificial
La empatía artificial o empatía computacional es el desarrollo de sistemas de IA, como robots acompañantes o agentes virtuales, que pueden detectar emociones y responder a ellas de manera empática.
Si bien dicha tecnología puede percibirse como aterradora o amenazante, también podría tener una ventaja significativa sobre los humanos para roles en los que la expresión emocional puede ser importante, como en el sector de la atención médica. Por ejemplo, los cuidadores que realizan un trabajo emocional que va más allá de los requisitos del trabajo remunerado pueden experimentar estrés crónico o agotamiento y pueden volverse insensibles a los pacientes.
El juego de roles emocionales entre un receptor de cuidados y un robot podría teóricamente resultar en menos miedo y preocupación por la situación del receptor ("si es solo un robot que me cuida, no puede ser tan crítico"). Los académicos debaten el posible resultado de dicha tecnología utilizando dos perspectivas diferentes: la empatía artificial podría ayudar a la socialización de los cuidadores o servir como modelo a seguir para el desapego emocional.
Una definición más amplia de empatía artificial es "la capacidad de modelos no humanos para predecir el estado interno de una persona (p. ej., cognitivo, afectivo, físico) dadas las señales que emite (p. ej., expresión facial, voz, gesto) o para predecir la reacción de una persona (incluidos, entre otros, los estados internos) cuando se expone a un conjunto determinado de estímulos (por ejemplo, expresión facial, voz, gestos, gráficos, música, etc.) )".

## Áreas de investigación
Hay una variedad de preguntas filosóficas, teóricas y de aplicación relacionadas con la empatía artificial. Por ejemplo:
1. ¿Qué condiciones tendrían que cumplirse para que un robot respondiera de manera competente a una emoción humana?
2. ¿Qué modelos de empatía pueden o deben aplicarse a la robótica social y asistencial?
3. ¿Debe la interacción de humanos con robots imitar la interacción afectiva entre humanos?
4. ¿Puede un robot ayudar a la ciencia a aprender sobre el desarrollo afectivo de los humanos?[6]
5. ¿Crearían los robots categorías imprevistas de relaciones no auténticas?
6. ¿Qué relaciones con los robots se pueden considerar auténticas?

## Ejemplos de investigación y práctica de la empatía artificial
Las personas a menudo se comunican y toman decisiones basadas en inferencias sobre los estados internos de los demás (p. ej., estados emocionales, cognitivos y físicos) que a su vez se basan en señales emitidas por la persona, como la expresión facial, el gesto corporal, la voz y las palabras. En términos generales, la empatía artificial se centra en desarrollar modelos no humanos que logran objetivos similares utilizando datos similares.

### Corrientes de investigación sobre empatía artificial
La empatía artificial se ha aplicado en varias disciplinas de investigación, incluida la inteligencia artificial y los negocios. Dos corrientes principales de investigación en este dominio son:
1. El uso de modelos no humanos para predecir el estado interno de una persona (p. ej., cognitivo, afectivo, físico) dadas las señales que emite (p. ej., expresión facial, voz, gesto)
2. El uso de modelos no humanos para predecir la reacción de una persona cuando está expuesta a un conjunto determinado de estímulos (por ejemplo, expresión facial, voz, gestos, gráficos, música, etc.) ).[5]

La investigación sobre computación afectiva, como el reconocimiento emocional del habla y la detección de expresiones faciales, se enmarca dentro de la primera corriente de empatía artificial. Los contextos que se han estudiado incluyen entrevistas orales, centros de llamadas, interacción humano-computadora,  argumentos de venta, e informes financieros.
La segunda corriente de empatía artificial se ha investigado más en contextos de marketing, como publicidad, creación de marca, reseñas de clientes, sistemas de recomendación en la tienda, películas, y citas en línea.

### Aplicaciones de la empatía artificial en la práctica
Con el creciente volumen de datos visuales, de audio y de texto en el comercio, se han desarrollado muchas aplicaciones comerciales para la empatía artificial. Por ejemplo, Affectiva analiza las expresiones faciales de los espectadores de las grabaciones de video mientras miran anuncios para optimizar el diseño del contenido de la propaganda. Software como HireVue, BarRaiser, una empresa de inteligencia de contratación, ayuda a las empresas a tomar decisiones de contratación mediante el análisis de la información de audio y video de las entrevistas en video de los candidatos. Lapetus Solutions desarrolla un modelo para estimar la longevidad, el estado de salud y la susceptibilidad a enfermedades de un individuo a partir de una foto del rostro. Su tecnología se ha aplicado en la industria de seguros.

## Empatía artificial y servicios humanos
Aunque la inteligencia artificial aún no puede reemplazar a los propios trabajadores sociales, la tecnología se ha desplegado en ese campo. La Universidad Estatal de Florida publicó un estudio sobre el uso de la Inteligencia Artificial en el campo de los servicios humanos. La investigación utilizó algoritmos informáticos para analizar los registros de salud en busca de combinaciones de factores de riesgo que pudieran predecir un futuro intento de suicidio. El artículo informa que "el aprendizaje automático, una frontera futura para la inteligencia artificial, puede predecir con una precisión del 80% al 90% si alguien intentará suicidarse hasta dos años en el futuro. Los algoritmos se vuelven aún más precisos a medida que se acerca el intento de suicidio de una persona. Por ejemplo, la precisión sube al 92% una semana antes de un intento de suicidio cuando la inteligencia artificial se enfoca en los pacientes del hospital general".
Tales máquinas algorítmicas pueden ayudar a los trabajadores sociales. El trabajo social opera en un ciclo de compromiso, evaluación, intervención y evaluación con los clientes. Una evaluación más temprana del riesgo de suicidio puede conducir a intervenciones y prevención más tempranas y, por lo tanto, a salvar vidas. El sistema aprendería, analizaría y detectaría los factores de riesgo, alertando al médico de la puntuación de riesgo de suicidio de un paciente (análoga a la puntuación de riesgo cardiovascular de un paciente). Luego, los trabajadores sociales podrían intervenir para una evaluación adicional y una intervención preventiva.